# Religiosa (Paloma Mami)
Religiosa è un singolo della cantante cileno-statunitense Paloma Mami, pubblicato il 18 febbraio 2021 su etichetta Sony Music come quarto estratto dal primo album in studio Sueños de Dalí.

## Video musicale
Il video musicale, diretto da Matias Vial e prodotto da Qasihablofelipe, è stato pubblicato sul canale YouTube-Vevo della cantante un giorno dopo l'uscita del singolo.

## Tracce
Testi e musiche di Elena Rose, Roa, Albert Hype, Kris Floyd, Jota Rosa e Paloma Rocio Castillo.
1. Religiosa – 2:40